# Lamanon
Lamanon é uma comuna francesa na região administrativa da Provença-Alpes-Costa Azul, no departamento de Bouches-du-Rhône. Estende-se por uma área de 19,19 km². Em 2010 a comuna tinha 2 029 habitantes (densidade: 105,7 hab./km²).